# Autoplusia abeona
Autoplusia abeona là một loài bướm đêm trong họ Noctuidae.